# Nymphaea rudgeana
Nymphaea rudgeana ist eine Pflanzenart aus der Gattung der Seerosen (Nymphaea) innerhalb der Familie der Seerosengewächse (Nymphaeaceae). Diese Wasserpflanze ist in der Neotropis verbreitet.

## Beschreibung

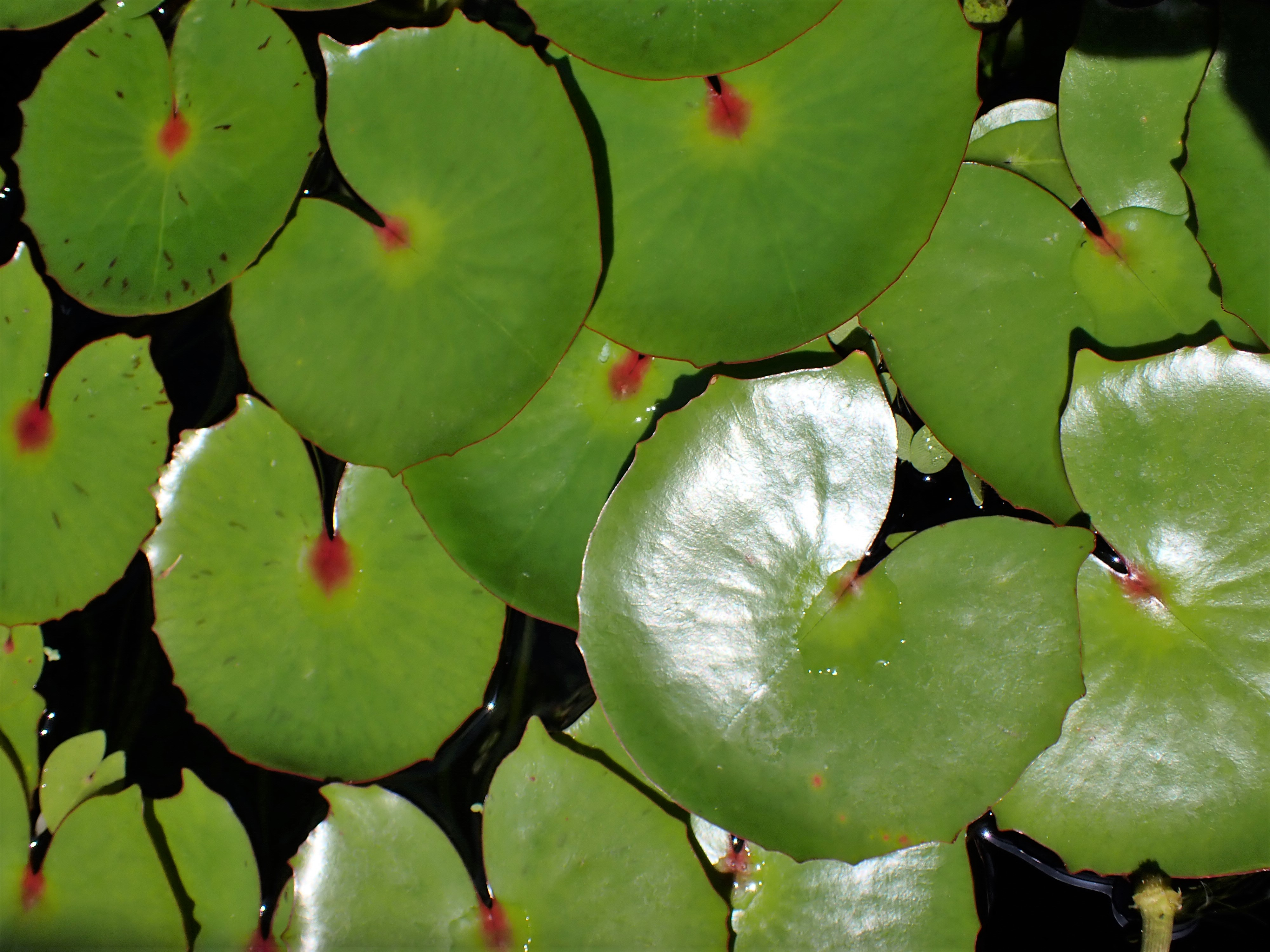
Blattspreiten

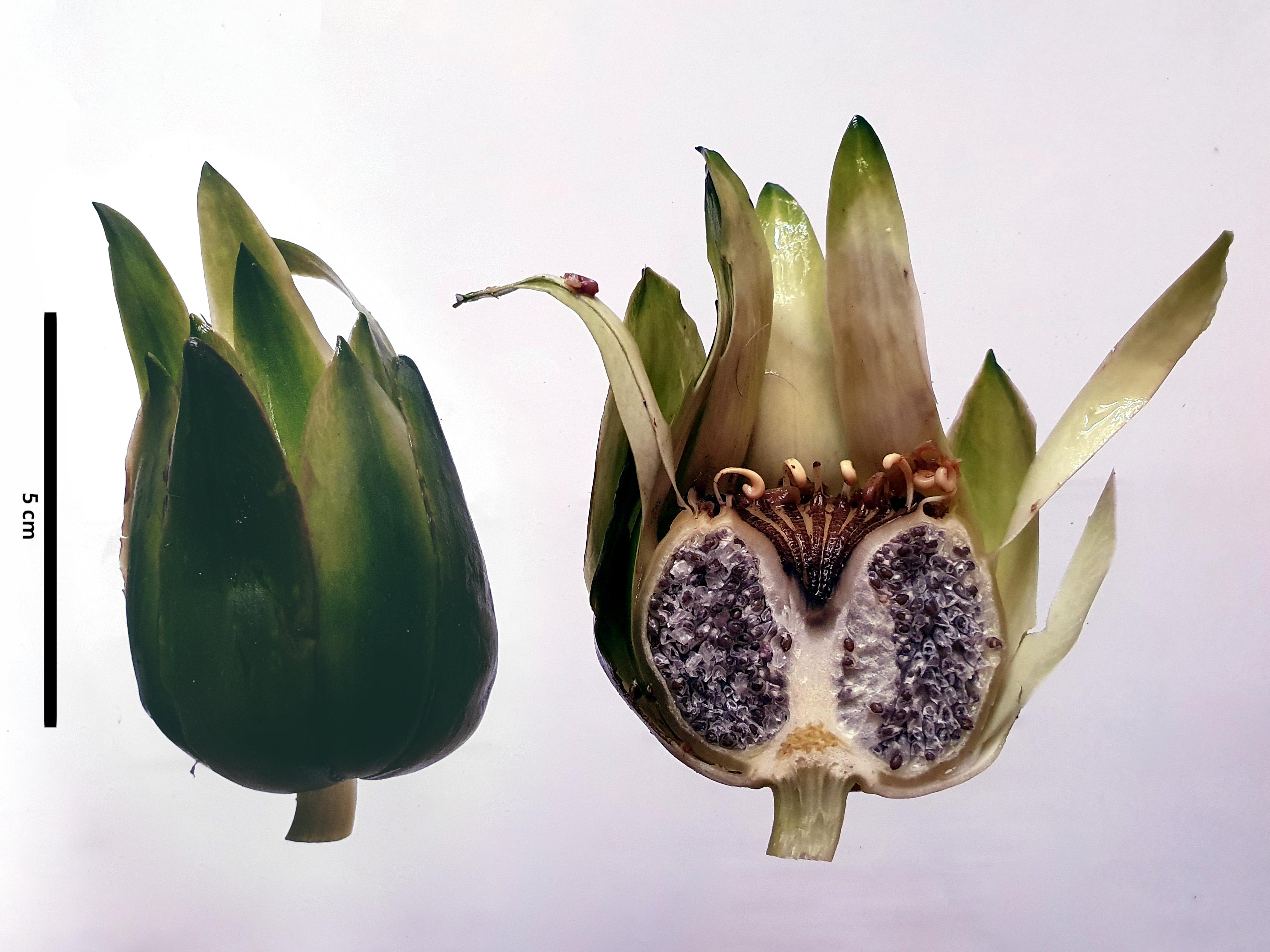
Halbierte Frucht mit Maßstab (5 Zentimeter) auf grauem Hintergrund

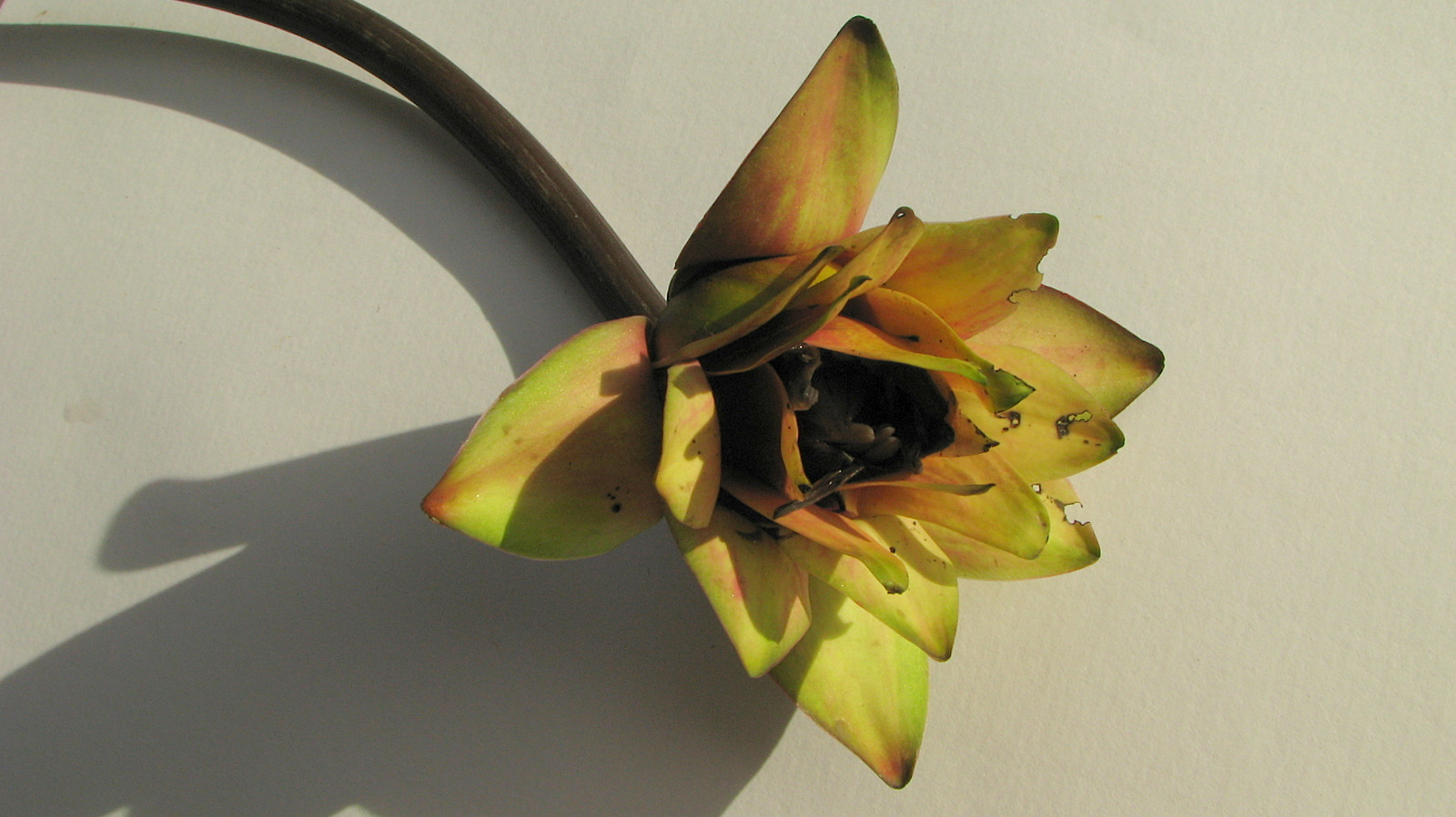
Frucht

### Vegetative Merkmale
Nymphaea rudgeanaist eine ausdauernde krautige Pflanze. Das Rhizom ist bei einer Länge von mehr als 7 Zentimetern sowie einer Breite von etwa 8 Zentimetern eiförmig bis fast kugelförmig. Es bildet keine Ausläufer aus. Aus jeder Blattbasis entspringen sechs oder sieben Wurzeln.
Die Laubblätter sind in Blattstiel und -spreite gegliedert. Der Blattstiel ist rötlich-braun, bis zu 9 oder 11 Millimeter breit, kahl und hat zwei primäre sowie vier bis zahlreiche sekundäre Luftkanäle. Die relativ dicke und lederartige Blattspreite ist bei einer Länge von 17 bis 18 Zentimetern sowie einer Breite von 19 bis 21 Zentimetern rund bis nierenförmig oder breit-herzförmig. In tieferen Gewässern können sie bis zu 35 Zentimeter lang werden. Der Blattrand ist gezähnt und weist ungleichmäßige, stumpfe Zähne auf, wobei der Rand zur Spitze hin fast vollständig glatt ist. Sie ist die einzige Vertreterin ihrer Untergattung, deren Blätter gezähnte Ränder aufweisen. Sie bildet jedoch auch untergetauchte Blätter mit ganzem Rand aus, wenn sie in fließendem Wasser wächst. Die Blattoberseite ist glänzend und hell-grün mit etwas Rotfärbung in der Mitte und zum Rand hin. Jüngere Blätter weisen eine bräunlich-rote Fleckung auf. Die Blattunterseite, die eine abstehende Blattrippe aufweist, ist bräunlich-violett und unregelmäßig gefleckt.

### Generative Merkmale
Die Blüte ist zwittrig. Die vier grünen oder rosafarbenen mit oder ohne schwärzliche Streifen Kelchblätter sind elliptisch mit einem spitzem bis stumpfem oberen Ende. Die weißen bis rosafarbenen Kronblätter gehen allmählich in Staubblätter über. Der Blütenduft wird als zitronig beschrieben. Der fruchtige Geruch soll dem Duft von Nymphaea amazonum Blüten gleichen.

## Zytologie
Es liegt Diploidie vor und die Chromosomenzahl beträgt 2n = 42.

## Reproduktion

### Vegetative Vermehrung
Eine vegetative Vermehrung ist bei dieser Art nicht bekannt. Sowohl Ausläufer als auch proliferierende Pseudanthien sind bei dieser Art nicht vorhanden.

### Generative Vermehrung
Fremdbestäubung der protogynen Blüten kommt häufig vor. Da die Narbe jedoch auch am zweiten Tag, an dem der Pollen freigesetzt wird, noch empfänglich ist, ist auch Autogamie möglich. Die Samen sind sehr zahlreich. In einem Fall wurden 4365 Samen in einer einzigen Frucht gefunden. Es wurde auch von 1000 bis 8000 Samen berichtet.

## Systematik
Die Erstbeschreibung von Nymphaea rudgeana erfolgte 1818 durch Georg F. W. Meyer (1782–1856) in Prim. fl. esseq., 198.
Das Typusexemplar wurde von Rodschied in Guyana gesammelt. Das  Artepitheton rudgeana ehrt Anne Rudge.
Nymphaea rudgeana gehört zur Untergattung Nymphaea subg. Hydrocallis. Es wurde jedoch spekuliert, dass Nymphaea rudgeana eine alte Hybride mit Nymphaea subg. Lotos sein könnte.

## Ökologie

### Lebensraum

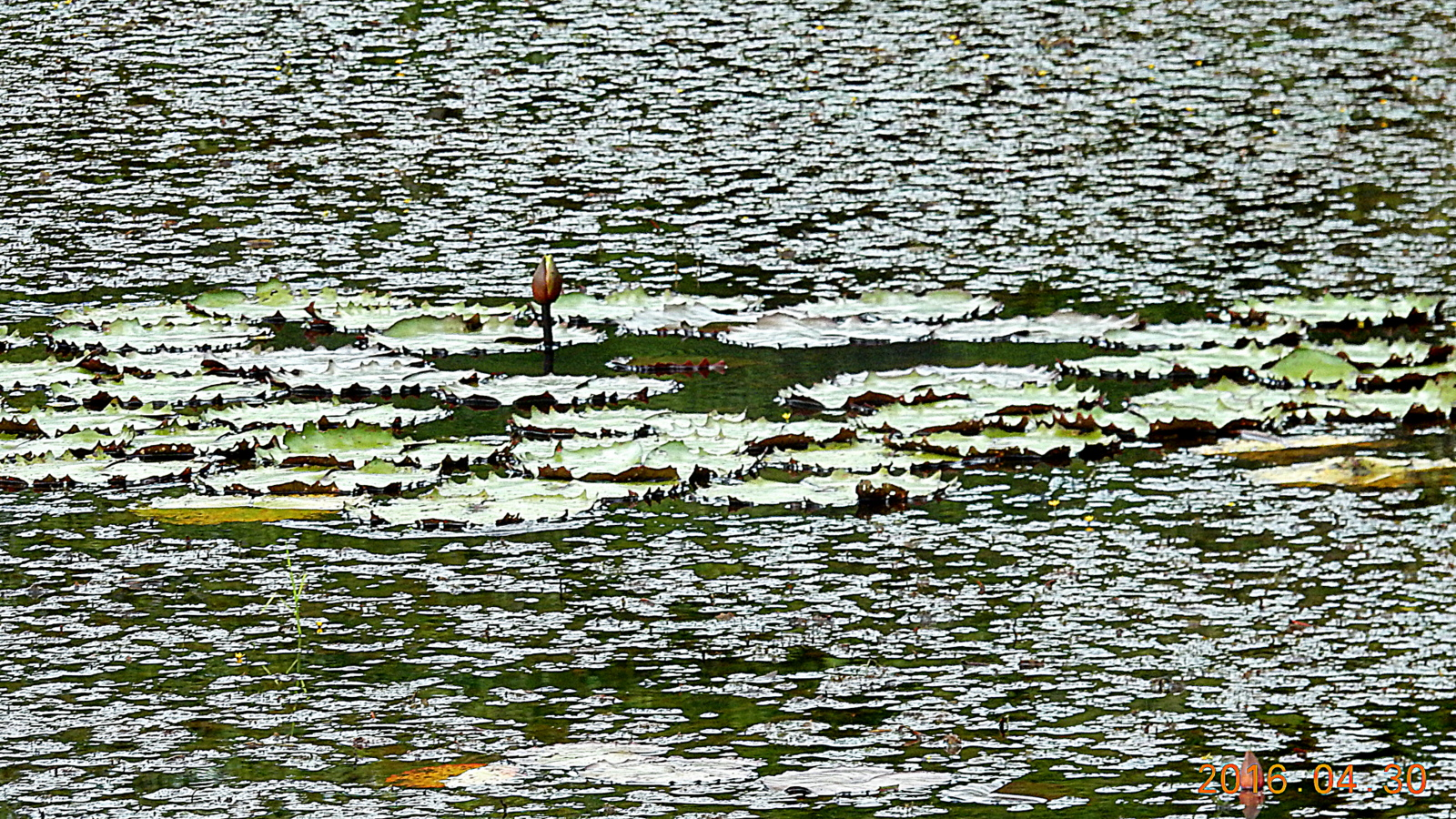
Nymphaea rudgeana G. Mey. in ihrem natürlichen Lebensraum in Bahia, Brasilien

Diese Art kann neben Süßwasser, auch in salzigem oder brackigem Wasser wachsen. Sie wurde in flachen Gewässern von 20–100 cm Tiefe an Flussrändern beobachtet. Sie wurde auch in einem künstlichen See mit geringer Wasserströmung gefunden.

### Bestäubung

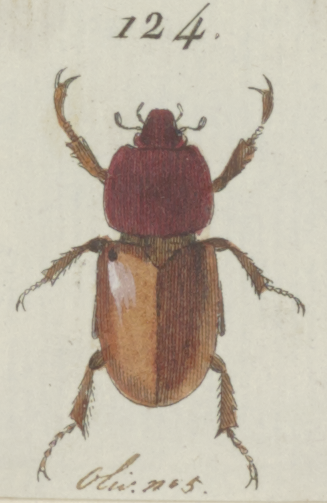
Cyclocephala castanea, ein Bestäuber von Nymphaea rudgeana

Die Käferarten Cyclocephala castanea und Cyclocephala verticalis besuchen die Blüten von Nymphaea rudgeana. Die Insekten werden nicht über Nacht in den Blüten gefangen.
Es gibt jedoch Berichte, dass immer wieder tote Insekten in den Blüten kultivierter Pflanzen gefunden werden.

## Gefährdung
In Puerto Rico handelt es sich um eine seltene Art, die mit der Zerstörung ihres Lebensraums konfrontiert ist. Der Status in der Roten Liste der IUCN ist nicht bewertet (NE).

## Verwendung
Blätter und Blüten werden vom Volk der Palikur in Französisch-Guayana als Emolliens verwendet. Es wurden auch verschiedene andere ethnobotanische Verwendungen berichtet: Abkochungen wurden bei Morphea verwendet, als Getränk wurde es gegen Erysipel eingesetzt, und es wurde zur Behandlung von Gesichtstumoren, Zahnschmerzen und leprösen Wunden verwendet. Die Samen werden als Nahrungsmittel verwendet.

## Kultivierung
Sie wird nur sehr selten kultiviert, obwohl sie leicht zu kultivieren ist. Sie sollte bei hohen Lichtverhältnissen in lehmigem, nährstoffreichen Substrat bei Temperaturen von 23–29 °C kultiviert werden.